# 덱시포스

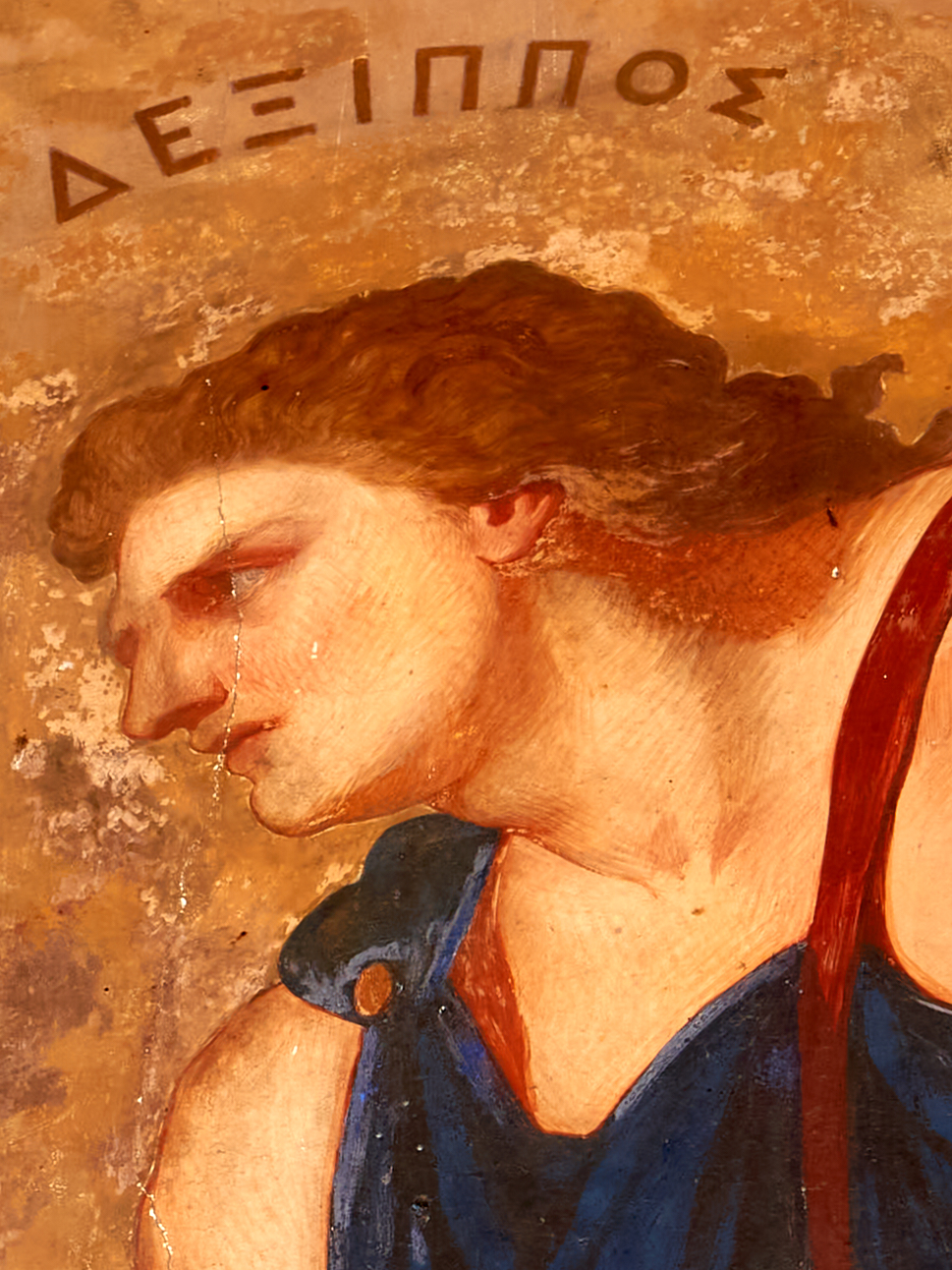

푸블리우스 헤렌니우스 덱십포스(Δέξιππος, Publius Herennius Dexippus)는 고대 아테나이의 역사학자, 정치인, 장군이다. 케뤼케스의 엘레우시스 밀의종교의 세습 제사장이기도 하였으며, 아테나이에서 바실레우스 아르콘과 에포니모스 아르콘을 역임했다.